# Comcast Center
O Comcast Center é um arranha-céu localizado em Center City, na Filadélfia, Estados Unidos. Com 297 metros de altura., é o segundo prédio mais alto dessa cidade